# جاكوب فورتشن لويد
جاكوب فورتشن لويد هو ممثل إنجليزي اشتهر بدوره كفرانسيس ويستون في وولف هول عام 2015 ، وشخصيته فرانشيسكو سالفياتي في ميديشي في عام 2018، وبدوره تاونز لأربع حلقات في مسلسل نيتفليكس مناورة الملكة في عام 2020.

## حياته المبكره
ولدت فورتشن لويد في منطقة ناحية هيلينغدون في لندن. درس في جامعة أكسفورد حيث حصل على بكالوريوس الآداب في الأدب الإنجليزي.  ثم تابع التدريب في مدرسة جيلدهول للموسيقى والدراما، وتخرج عام 2014.  

## فيلموغرافيا

### أفلام
| عام  | عنوان                      | وظيفة          |
| ---- | -------------------------- | -------------- |
| 2017 | منزل أعوج                  | برنت           |
| 2019 | حرب النجوم: صعود سكاي ووكر | ضابط أسطول سيث |

### مسرحيات
| عام  | عنوان                                 | وظيفة      |
| ---- | ------------------------------------- | ---------- |
| 2015 | شركة شكسبير الملكية : تاجر البندقية   | باسانيو    |
| 2015 | شركة رويال شكسبير : عطيل              | كاسيو      |
| 2018 | موسم أوسكار وايلد: أهمية أن تكون جادًا | جون ورثينج |

### تليفيزيون
| عام  | عنوان           | وظيفة              | ملاحظات                                                            |
| ---- | --------------- | ------------------ | ------------------------------------------------------------------ |
| 2015 | وولف هول        | فرانسيس ويستون     | 5 حلقات                                                            |
| 2016 | الأحياء والموتى | 1920 رجل           | الحلقة 6                                                           |
| 2017 | المجموعة        | سيزار              | 3 حلقات - The Weekend - The Afterglow - The Launch                 |
| 2018 | ميديشي          | فرانشيسكو سالفياتي | الموسم 2-7 الحلقات                                                 |
| 2018 | المسعى          | دون ميرسر          | مسلسل قيامة أرطغرل الحلقة 5 الثالثة - مسافر                        |
| 2020 | هجوم مرتد       | شبيجل              | 2 حلقة - الثأر : الجزء 3 و 4                                       |
| 2020 | مناورة الملكة   | مدن                | 4 حلقات - نهاية اللعبة - لعبة الوسط - البيادق المزدوجة - التبادلات |